# Merle Sophie Eismann
Merle Sophie Eismann (* 17. August 2008 in Jena) ist eine deutsche Kinderdarstellerin.

## Leben
Merle Sophie Eismann lebt in Jena und hat eine ältere Schwester. Sie tanzt Modern Dance.
Sie spielte von Folge 1001 (11. Februar 2022) bis Folge 1078 (3. Juni 2024) die Rolle Annika Barry bei Schloss Einstein. Es war ihre erste Rolle in Film und Fernsehen, sie hatte jedoch zuvor schon Theater gespielt.

## Filmografie
- 2022–2024: Schloss Einstein